# Vaccinium imbricans
Vaccinium imbricans är en ljungväxtart som beskrevs av J. J. Smith. Vaccinium imbricans ingår i Blåbärssläktet, och familjen ljungväxter. Inga underarter finns listade i Catalogue of Life.